# 3588 Kirik
A 3588 Kirik (ideiglenes jelöléssel 1981 TH4) egy kisbolygó a Naprendszerben. Ljudmila Ivanovna Csernih fedezte fel 1981. október 8-án.